# Olearia fragrantissima
Olearia fragrantissima là một loài thực vật có hoa thuộc họ Asteraceae.
Loài này chỉ có ở New Zealand.
Chúng hiện đang bị đe dọa vì mất môi trường sống.